# Tipula costolutea
Tipula costolutea är en tvåvingeart som beskrevs av Alexander 1964. Tipula costolutea ingår i släktet Tipula och familjen storharkrankar. Inga underarter finns listade i Catalogue of Life.